# Donny Montell
Donatas Montvydas, ismert nevén Donny Montell (Vilnius, 1987. október 22. –) litván énekes-dalszerző, ő képviselte Litvániát a 2012-es Eurovíziós Dalfesztiválon Bakuban. 2016-ban ismét ő képviselte az országát Stockholmban.

## Magánélete
Donatas Montvydas Vilniusban született. Az anyja tornász, az apja dobos volt. Idősebb húga profi táncos. Már fiatalkorában elkezdett érdeklőni a zene iránt. 2018-ban megházasodott, egy lánya és egy fia van.

## Zenei hatások
Gyermekként Montvydast befolyásolta Michael Jackson és a Queen. Ő is csodálja Freddie Mercury személyiségét. Montvydas kijelentette, hogy az apja messze a legnagyobb példakép számára.

## Fordítás
- Ez a szócikk részben vagy egészben  a   Donny Montell című angol Wikipédia-szócikk ezen változatának fordításán alapul.  Az eredeti cikk szerkesztőit annak laptörténete sorolja fel. Ez a jelzés csupán a megfogalmazás eredetét és a szerzői jogokat jelzi, nem szolgál a cikkben szereplő információk forrásmegjelöléseként.